# Octomeria pinicola
Octomeria pinicola là một loài lan được tìm thấy ở Brasil to Argentina (Misiones).

## Hình ảnh

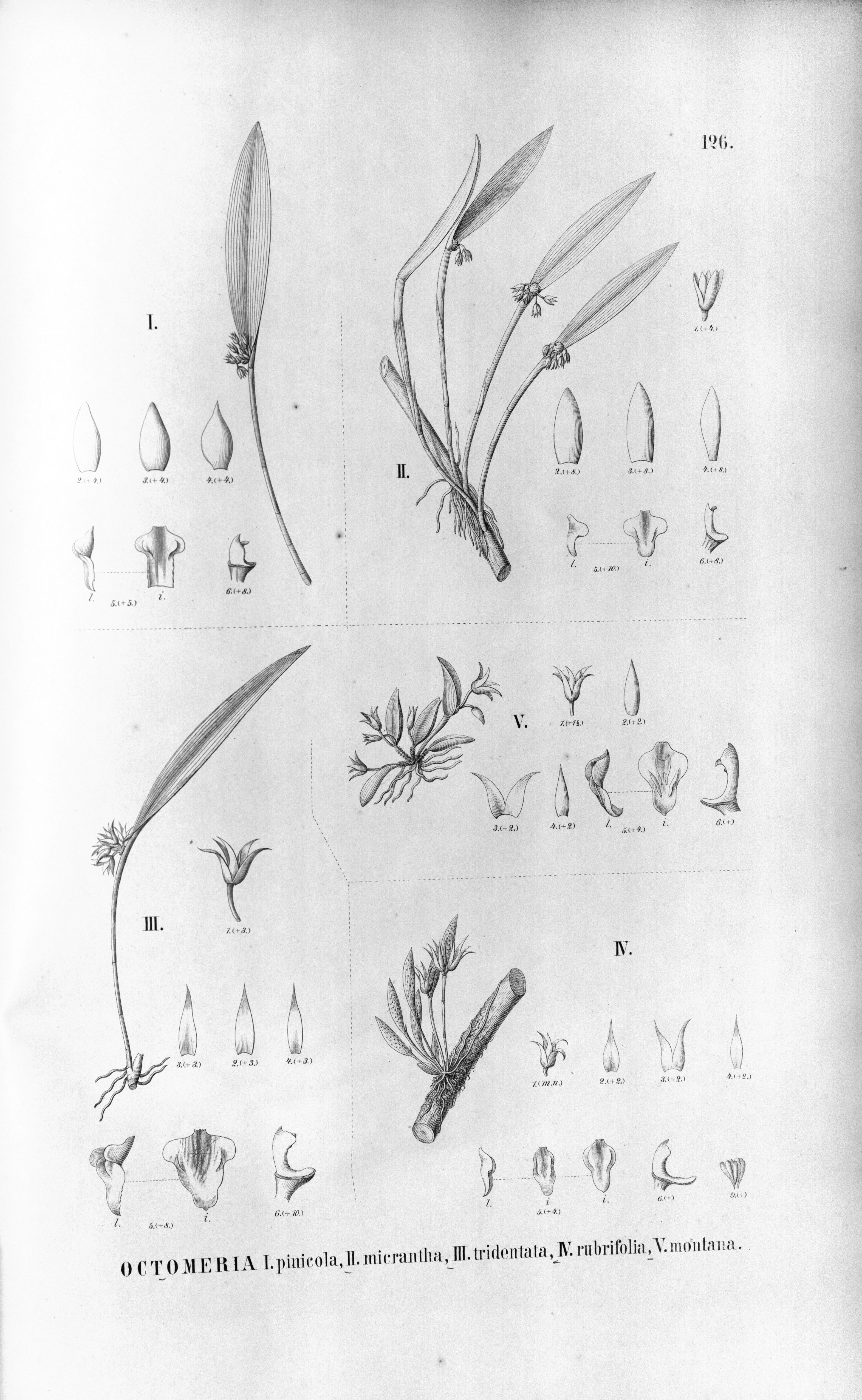